# Grupa Wagnera
Grupa Wagnera (ros. Группа Вагнера, ЧВК «Вагнер» – CzWK „Wagner”) – prywatna firma wojskowa, powiązana z rosyjskim wywiadem wojskowym. Nazwa organizacji pochodzi od pseudonimu jej założyciela i głównodowodzącego Dmitrija Utkina, ps. „Wagner” (na cześć niemieckiego kompozytora Richarda Wagnera).
Grupa utworzona została w 2014 roku jako organizacja będąca następcą Korpusu Słowiańskiego.
Szkolenie najemników odbywało się w miejscowości Molkino w Kraju Krasnodarskim, na poligonie 10 Brygady Specnazu GRU.
Członkowie grupy wielokrotnie byli oskarżani o poglądy neonazistowskie.
23 czerwca 2023 roku rozpoczął się zbrojny bunt Grupy Wagnera przeciwko Siłom Zbrojnym Federacji Rosyjskiej. Wieczorem 24 czerwca Jewgienij Prigożyn poinformował, że marsz kolumny wojskowej Grupy Wagnera w kierunku Moskwy został zatrzymany i żołnierze Grupy Wagnera rozpoczęli odwrót.

## Zadania i obecność organizacji

### Zadania organizacji
Grupa Wagnera wykorzystując luki prawa międzynarodowego, jako prywatne przedsięwzięcie oferowała usługi w zakresie wojskowości najemnej (kontraktowej) nieograniczonym podmiotom polityczno-rządowym oraz gospodarczym w dwóch głównych obszarach:
- działań defensywnych w tym zwłaszcza ochrony oferowanej nieformalnym, jak i formalnym organizacjom polityczno-rządowym oraz podmiotom gospodarczym, jak i plemiennym watażkom afrykańskim,
- działań ofensywnych polegających na wykonywaniu zadań stricte w zakresie siłowego przejmowania obszarów i w konsekwencji ich utrzymania oraz nieprawnej stabilizacji zajętego obszaru na rzecz zleceniodawcy.

Dodatkowo zakładało się, że organizacja standardowo oferowała usługi w pełnym zakresie wojskowym w tym zwłaszcza prac instruktorów wojskowych i ich szkoleń, organizacji struktur militarnych dla kontrahentów oraz dostaw broni.

### Obecność organizacji na świecie
Grupa Wagnera oferowała usługi swoich najemników w wielu miejscach na świecie, gdzie sytuacja polityczna jest niestabilna, najczęściej w rejonie Afryki i Bliskiego Wschodu. Ze względu na przypisywane Organizacji powiązania z Kremlem przypisywało się Grupie Wagnera wykonywanie zadań zgodnych z zainteresowaniem i interesami Kremla. Dotyczyło to zwłaszcza wszystkich tych obszarów działań w których armia rosyjska ze względów prawnych nie mogła by wziąć udziału, a jest to w zakresie zainteresowania rządu Federacji.

## Historia
Założenie firmy przypisuje się Dmitrijowi Utkinowi, podpułkownikowi rezerwy Sił Zbrojnych Federacji Rosyjskiej.
Dmitrij Utkin służył jako zawodowy oficer w armii rosyjskiej do roku 2013. Ostateczny przydział wojskowy Utkina nie jest znany i pozostaje utajony. Niektóre źródła wskazują, że Utkin był oficerem wywiadu wojskowego Federacji Rosyjskiej GRU. Równolegle przypisuje się mu służbę w Specnazie (siły specjalne Federacji Rosyjskiej). Obie informacje, jako utajone przez Armię Federacji Rosyjskiej są nieweryfikowalne i mógł być on oficerem pomniejszych formacji, jednak należy założyć, że ze względu na późniejsze powiązania Utkina z kręgami rządowymi Kremla, w tym bezpośrednio z Władimirem Putinem oraz faktu, że Specnaz był powiązany z GRU (Specnaz często stanowi wsparcie dla zadań operacyjnych wykonywanych przez GRU), informacje te są prawdopodobne. Jeszcze inne źródła przypisują mu konkretnie służbę w 700. niezależnym pododdziale, 2. Niezależnej Brygady Specnazu, jednak ze względu na fakt że informacje te nie mogłyby być udzielone przez Armię Federacji Rosyjskiej, można równocześnie je uznać za spekulacje lub wręcz przypisywaną Utkinowi legendę, która miałaby jedynie napędzać koniunkturę zadaniom organizacji.
Grupa Wagnera została powołana do życia w 2014 roku. Powstała krótko po tym kiedy Dmitrij Utkin w 2013 roku odszedł z wojska i podjął się wykonywania zadań w ramach innych prywatnych firm militarnych rosyjskiego pochodzenia, które w wyniku powiązań Kremla z Baszszarem al-Asadem zatrudniane były przez rząd Syrii do ochrony pól naftowych i rurociągów syryjskich przed ISIS. Podczas rocznej działalności w Syrii i uzyskanemu doświadczeniu Utkin powołał do życia, choć jeszcze nieformalnie swoją własną organizację nazywaną Grupą Wagnera. Po raz pierwszy Grupa Wagnera ujawniła się pod swoja własną nazwą podczas działań w regionie ługańskim na Ukrainie, której formalnie Dmitrij Utkin był obywatelem, ale działał przeciwko niej na polecenie Kremla. Należy założyć, że to właśnie to powiązanie i obywatelstwo pozwoliło Utkinowi „wypłynąć”. Dzięki temu, że był on obywatelem ukraińskim, został on wykorzystany przez Kreml do usprawiedliwienia wobec opinii międzynarodowej tych działań, jako rzekomego działania obywatelskiego, a nie ingerencji Rosji w integralne sprawy Ukrainy.

### Geneza
Istnienie „Grupy Wagnera” jako zawodowej organizacji najemniczej o charakterze wojskowym, bazowało na nieścisłościach i lukach prawnych, w tym przede wszystkim luce w Protokole dodatkowym do konwencji genewskiej z 1949 roku, który nie ustala czy np. technik wykonujący tylko przegląd maszyny bojowej to już najemnik czy tylko wciąż pracownik cywilny obsługujący sprzęt. Nieścisłości prawne umożliwiają na powszechne działanie tzw. najemników. Jednak od lat 80. tzw. „psów wojny”, jak Bob Denard czy polski płk Jan Zumbach walczących w Biafrze czy Katandze, zastąpiły specjalistyczne zawodowe korporacje jak amerykańska Blackwater, która zatrudniając etatowo byłych żołnierzy, w tym najwyżej wykwalifikowanych operatorów sił specjalnych, sprawiła, że rynek ten stał się wyspecjalizowany i hermetyczny.
Rosyjska Grupa Wagnera próbowała nawiązywać do amerykańskiej Blackwater, z tą różnicą, że Blackwater jest organizacją działającą poza prawem. Udział najemników Grupy Wagnera jest oficjalnie wypierany przez Siły Zbrojne Federacji Rosyjskiej, jak podczas najgłośniejszej regularnej bitwy z armią i lotnictwem amerykańskim w lutym 2018 roku.

## Struktura i zasoby organizacji

### Struktura
Struktury organizacji stanowią niemal w całości byli żołnierze zawodowi Sił Zbrojnych Federacji Rosyjskiej. Najczęściej byli oni pozyskiwani po przejściu na emeryturę lub w stan spoczynku w wyniku trudności w pozyskaniu pracy na rynku. Stopnie wojskowe zachowywane były najczęściej według stopni, których dosłużyli się formalnie w regularnej armii. Baza Grupy Wagnera znajdowała się w Mołkinie w Kraju Krasnodarskim, gdzie prowadzono część ćwiczeń taktycznych i skąd przeprowadzano przerzut zasobów w rejon działań na świecie. Baza Grupy Wagnera znajdowała się na obszarze dużego kompleksu Sił Zbrojnych Federacji Rosyjskiej i jej sił specjalnych. Wjazd na teren infrastruktury Grupy Wagnera odbywał się poprzez posterunki wojskowe armii rosyjskiej i były strzeżone przez regularne pododdziały Sił Zbrojnych Federacji Rosyjskiej. Ze względu na obostrzenia i problemy prawne ośrodek Grupy Wagnera na terenie Wojsk Federacji został oficjalnie w dokumentacjach określony mianem „obozu pionierskiego” (rodzajem ośrodka harcerskiego). Szkoleni tutaj najemnicy Wagnera dysponowali 3 kondygnacyjnymi zabudowaniami koszarowo-szkoleniowymi i własną zbrojownią. Na dziedzińcu zabudowań znajdował się pomnik poległych żołnierzy Grupy Wagnera. Dostęp był ściśle chroniony, a osoby postronne usuwane były też sprzed obszaru należącego do terenów wojskowych.
Infrastruktura wraz z zabudowaniami koszar została wybudowana na potrzeby „Grupy Wagnera”, jednak została sfinansowana przez firmę „Megaline” i stojące za Utkinem osoby trzecie, które od początku powiązane z Kremlem stworzyły tę organizację.
Za faktycznego szefa organizacji uważany był powiązany z Kremlem, a dokładnie z Władimirem Putinem, rosyjski przedsiębiorca i oligarcha Jewgienij Prigożyn. Werbowani członkowie oficjalnie podpisywali umowy z firmami powiązanymi z Prigożynem.

### Zasoby
Zasoby ludzkie Grupy Wagnera były płynne i ze względu na nieformalność oraz najczęściej działania na granicy prawa trudne do precyzyjnego ustalenia. Zakładało się, że w chwili powstania organizacji liczyła ona w 2013 roku tysiąc osób, ale już w 2017 ich szacowany stan wynosił ok. 6 tysięcy osób.
Zasoby ludzkie były pozyskiwane poprzez wysokie jak na standardy rosyjskie zarobki. Miesięczne uposażenie w zależności od stopnia wojskowego (przenoszonego najczęściej ze służby w armii zawodowej) wynosiło od 1,5 tysiąca do 4 tysięcy dolarów. Pieniądze były dodatkowo nieopodatkowane. Ważnym czynnikiem przy werbowaniu w szeregi organizacji było nieformalne ubezpieczenie na wypadek śmierci podczas zadań operacyjnych. Organizacja wypłaca spadkobiercom zabitego najemnika wysokie odszkodowania w milionach rubli, co dla wcześniej bezrobotnego wojskowego były w realiach rosyjskich majątkiem.
Wstępując w szeregi Grupy Wagnera, oddawało się organizacji dokumenty tożsamości. W zamian organizacja wydawała każdemu z najemników własne nieśmiertelniki. Najemnicy przerzucani byli nieformalnie na teren zdestabilizowanych regionów świata, bezpośrednio samolotami lub okrętami regularnej armii. Stąd mogli pojawiać się w strefie działań niezauważeni i bez identyfikujących ich dokumentów, przez co wielu z nich pozostawało niezidentyfikowanych w razie śmierci w walce.

## Oficjalne stanowisko Kremla
Grupa Wagnera była ściśle kontrolowana przez Kreml i stała się cichym wykonawcą niewygodnych misji Federacji Rosyjskiej, w których ze względów politycznych nie można było użyć regularnej armii. Stąd Kreml wypierał się oficjalnie istnienia Grupy Wagnera. Jednak z drugiej strony Władimir Putin zapraszał Dmitrija Utkina na Kreml i dawał się z nim fotografować na oficjalnych spotkaniach. Jednym ze spotkań było oficjalne spotkanie jeszcze w 2016 roku na Kremlu, na którym tak jak trzy pozostałe osoby przyjęte przez Putina, Dmitrij Utkin przyjęty został oficjalnie jako cywil, ale z odznaczeniami i medalami radzieckimi i Federacji Rosyjskiej, jako osoba zasłużona dla kraju.
Równocześnie w efekcie agresywnej polityki stosowanej przez Kreml najemnicy Grupy Wagnera padali ofiarą dawnej doktryny Związku Radzieckiego i wysyłani byli na z góry przegrane misje, które wedle np. doktryny „rozpoznania bojem” (stara radziecka doktryna, która ze względu na liczebność jej armii pozwalała na dokonywanie rozpoznania nie przez wysłanie pododdziałów rozpoznawczych, ale od razu działaniem bojowym większych związków taktycznych, co często wiązało się z wysokimi a niepotrzebnymi stratami osobowymi) miały za zadanie tylko sprawdzić warunki taktyczno-strategiczne obszaru do którego trafiali lub wręcz poświęcić życie na potrzeby rozpoznania determinacji przeciwnika.
Koronnym przykładem tej polityki Kremla były działania dużego pododdziału Grupy Wagnera w Syrii w lutym 2018 roku, kiedy to Kreml w ramach współpracy i wzmacniania dyktatury Baszira Al-Assada zdecydował się wysłać 300-osobowy kontyngent najemników Wagnera wraz z kolumną wojsk syryjskich, która miała za zadanie odbić z rąk kurdyjskich rebeliantów Rafinerię gazową T-3 Conoco w rejonie Eufratu. Jak się miało później okazać, docelowym a utajonym przed wykonawcami zadaniem było sprawdzenie limitów politycznych działań armii amerykańskiej, która wspierała w tym rejonie rebeliantów kurdyjskich. W wyniku kontrolowanej prowokacji kremlowskiej żołnierze 300-osobowego kontyngentu (odpowiednik batalionu) Grupy Wagnera nawet nie zostali poinformowani przez w pełni świadome tego dowództwo wojsk federacji, że udają się z misją przejęcia obszaru zajętego przez wspólne misje rebeliantów kurdyjskich z oddziałem wojsk amerykańskich.
W wyniku regularnej bitwy, do której doszło, zginęli niemal wszyscy rosyjscy najemnicy, którzy zostali wyeliminowani przez zmasowaną i natychmiastową odpowiedź na próbę przejęcia obszaru kontrolowanego przez armię amerykańską. Grupa Wagnera wraz z kolumną pancerną Al-Assada została dosłownie, jak wyraził się głównodowodzący operacją, „sprzątnięta” przez zmasowany atak z powietrza U.S. Air Force z użyciem helikopterów szturmowych Apache, „latających czołgów” AC 130, a nawet bombowców strategicznych B-52.
Dla zrozumienia okoliczności decyzji Kremla należy wyjaśnić, że użycie samolotów bojowych AC 130 oznaczało, że operacja Grupy Wagnera była z góry rozpoznana przez wywiad i zaplanowane przez dowództwo amerykańskie. „Latające czołgi” AC 130, pomimo że stanowią latające fortece miotające ogniem z burtowych działek gatlinga (wypluwających w zależności od modelu nawet do 6000 pocisków na minutę) oraz umieszczonych na burtach haubic, to jako takie są całkowicie bezbronne wobec choćby ręcznych wyrzutni pocisków typu ziemia–powietrze i muszą być asekurowane przez samoloty wsparcia. Tu nie były one asekurowane, co oznaczało, że użycie przez Amerykanów AC 130 dowodziło, że najazd kolumny pancernej był obserwowany przez wiele dni naprzód a dowództwo amerykańskie dokonawszy rozpoznania wywiadowczego i analiz wiedziało ze szczegółami jakimi siłami dysponuje nieprzyjaciel i że kolumna pancerna nie dysponuje właśnie choćby takimi najprostszymi ręcznymi wyrzutniami ziemia-powietrze. Dodatkowo zaś, użycie do operacji poderwanych z daleko położonego rejonu Kataru amerykańskich bombowców strategicznych B-52 oznaczało, że operacja przez dowództwo amerykańskie była zaplanowana nawet na wiele dni wcześniej. Z drugiej zaś strony, operacja kolumny pancernej Grupy Wagnera i wojsk rządowych Al-Assada, która miała wrogo przejąć zajętą przez sprzymierzone wojska amerykańsko-kurdyjskie rafinerię Conoco, była kierowana z okrętów marynarki wojennej Federacji Rosyjskiej, które stacjonowały u wybrzeży i rozpoznały ze szczegółami siły kurdyjskie i że były one wspierane przez regularne pododdziały amerykańskie. Pomimo dokładnego strategicznego rozpoznania sytuacji przez dowództwo wojsk Federacji, Władimir Putin, podejmując z Kremla decyzję, polecił aby Grupa Wagnera przypuściła atak na wojska sprzymierzonych, po to by sprawdzić poziom zdecydowania i gotowości politycznej wojsk amerykańskich do zmasowanej odpowiedzi, w wyniku której poniosło śmierć 300 obywateli Federacji oraz żołnierzy rządowych wojsk syryjskich. Dla pełnego zobrazowania stosunku Putina do wartości życia najemników z Grupy Wagnera oraz żołnierzy syryjskich należy wskazać, że przed podjęciem działań odwetowych dowództwo amerykańskie zwróciło się wprost z zapytaniem do dowództwa wojsk Federacji czy w kolumnie pancernej są jacykolwiek rosyjscy obywatele. Dowództwo na godziny przed atakiem zaprzeczyło aby w kolumnie byli Rosjanie, a jednak zgodnie z poleceniem Putina poleciło kontynuować zajęcie kontrolowanej przez Amerykanów strefy. Pochód kolumny pancernej czołgów z grupą niczego nieświadomych żołnierzy Grupy Wagnera na rafinerię trwał.
Zaś dla dopełnienia zobrazowania stosowanej od czasów Związku Radzieckiego doktryny rosyjskiej należy wskazać, że ten sam oficer z dowództwa wojsk Federacji, który godziny wcześniej, wiedząc o planowanym odwecie amerykańskim zaprzeczył obecności żołnierzy rosyjskich, po zmasowanym nalocie połączył się z dowództwem amerykańskim z prośbą o umożliwienie zabrania ciał poległych żołnierzy rosyjskich.

## Ważniejsze operacje wojskowe z udziałem Grupy Wagnera

Czerwony: państwa gdzie potwierdzono działanie Grupy Wagnera; różowy: państwa gdzie rzekomo działała Grupa Wagnera

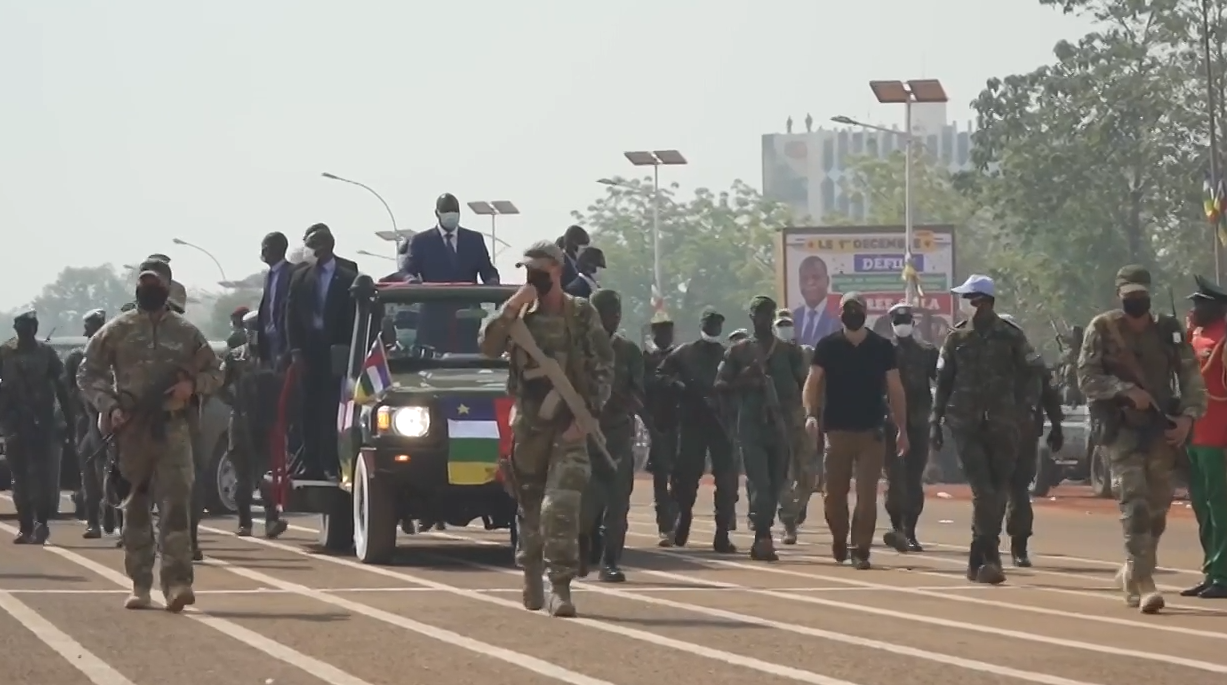
Wagnerowcy osłaniający konwój prezydenta Republiki Środkowoafrykańskiej

Grupa Wagnera operowała w wielu częściach świata, często nierozpoznana i w wielu niewielkich operacjach kontrolowanych przez Kreml, które nigdy nie zostały ujawnione przez media ani nie upublicznione przez wywiad zachodni. Między innymi grupa ta brała potwierdzony udział w wymienionych poniżej większych i ważniejszych operacjach zbrojnych. Po raz pierwszy świat usłyszał o Grupie podczas jej pojawienia się podczas aneksji Krymu. Później GW brała udział w operacjach m.in. w Donbasie i obwodzie ługańskim, w Syrii, w Sudanie, w Republice Środkowoafrykańskiej, na Madagaskarze, w Libii, Wenezueli, czy Mozambiku.

### Aneksja Półwyspu Krymskiego
Po raz pierwszy Grupa Wagnera ujawniła się w roku 2014 podczas aneksji Półwyspu Krymskiego przez wówczas niezidentyfikowane tzw. „zielone ludziki”, a w rzeczywistości regularne oddziały Sił Zbrojnych Federacji Rosyjskiej w 2014 roku. Aneksja Krymu odbyła się bez jednego wystrzału, tak też i udział Grupy Wagnera był tylko asystą dla działań regularnych wojsk Federacji Rosyjskiej. Zdarzenie to pozwoliło jednak od razu ukształtować zależność GW i jej strukturę polityczną ukształtowaną ściśle wedle interesów Federacji Rosyjskiej i wyraźnych poleceń Kremla.

### Działania w Donbasie i regionie ługańskim
Kontynuując operacje w wyniku zajęcia i okupacji Krymu jako niezależnego terytorium Ukrainy, około batalionu najemników z Grupy Wagnera została przerzucona ciężarówkami przez granicę w głąb terytorium Ukrainy w rejon Donbasu na wschodzie Ukrainy. Działania najemników Wagnera polegały na destabilizacji regionu i działaniach dywersyjno-zaczepnych oraz miały charakter otwartych walk. W wyniku tych działań to Grupie Wagnera przypisuje się zestrzelenie w 2014 roku samolotu Ił-76, w wyniku którego śmierć poniosło 49 ukraińskich żołnierzy.

### Działania w Syrii
W 2015 roku Dmitrij Utkin został odwołany z rejonu Ukrainy do Rosji, skąd został wysłany wraz z regularnymi oddziałami Sił Zbrojnych Federacji Rosyjskiej, w celu działań militarnych przeciw Państwu Islamskiemu oraz coraz częściej przeciwko równoczesnemu powstaniu rebeliantów syryjskich wobec dyktatury Baszszara al-Asada, któremu sprzyjał Kreml. Wojsko Wagnera wraz z wyposażeniem zostało przetransportowane do Syrii na pokładach samolotów transportowych wojsk Federacji oraz syryjskimi samolotami transportowymi. Jednak broń oraz wyposażenie tak dla oddziału Wagnera, jak i regularnej armii rosyjskiej przerzucano do Syrii drogą morską, tak statkami handlowymi, jak i okrętami transportowymi marynarki wojennej Federacji Rosyjskiej już od roku 2012. Obecność najemników Wagnera w Syrii przypadała od roku 2015 do roku 2017 oraz dalej w roku 2018, kiedy to doszło do najgłośniejszej operacji bojowej z udziałem Grupy Wagnera.
Po raz pierwszy media i „The Wall Street Journal” oficjalnie doniosły o działaniach bojowych Grupy Wagnera w październiku 2015 roku. Ministerstwo Obrony Federacji Rosyjskiej zaprzeczyło jakoby Grupa Wagnera i jego najemnicy byli zatrudnieni i wysłani przez Kreml. Jednakże równocześnie po raz pierwszy angielskojęzyczne czasopismo „Russia Beyond” należące do rządowego wydawnictwa Rossija siegodnia potwierdziło, że Dmitrij Utkin był nadzorowany, a więc i kontrolowany przez wywiad wojskowy Federacji Rosyjskiej, GRU. Tak więc działania informacyjne wpisywały się w starą retorykę Związku Radzieckiego i z jednej strony zaprzeczały jakoby Grupa Wagnera prowadziła działania w Syrii na zlecenie Kremla, ale z drugiej strony otwarcie równocześnie potwierdzono, że były one nadzorowane przez wywiad. Nikt nie dopytywał się jaką stanowiło to różnicę. „The New York Times” donosił wówczas, że udział w działaniach przeciwko ISIS w Syrii kosztował Kreml do tamtej pory 170 milionów dolarów. Jednak wydatki te miały być rekompensowane umową z Damaszkiem wedle której 25% wpływów z eksploatacji odzyskanych z rąk ISIS pól naftowych miało należeć do Rosji. W tamtym czasie prywatna armia Wagnera w Syrii liczyła 5000 najemników. Ze względu na oderwanie i względną niezależność od regularnej armii najemnicy Wagnera zaczęli wykazywać się wyraźną bezwzględnością. Jakby tego było mało wśród nich zaczynało przybywać, znanych z okrucieństwa, Czeczenów. Tak też, po tym jak jeden ze schwytanych przez ISIS najemników Wagnera poddany został torturom, pojawiło się nagranie wideo na którym ujawniono jak żołnierze Wagnera w rejonie Palmiry dekapitują jednego ze schwytanych przez siebie dżihadystów.
7 lutego 2018 roku kilkusetosobowy oddział grupy Wagnera walczący po stronie sił rządowych prezydenta Asada, wspierany przez artylerię i czołgi, podjął próbę ataku na pole gazowe w rejonie miasta Dajr az-Zaur we wschodniej Syrii, opanowane przez Syryjskie Siły Demokratyczne (SDF). Obrońcy, wśród których znajdowali się żołnierze amerykańskich wojsk specjalnych, uzyskali wsparcie amerykańskiego lotnictwa, odpierając atak przy stratach własnych podawanych jako jeden ranny. Po liczbie rannych trafiających w kolejnych dniach do rosyjskich szpitali wojskowych, agencja Reuters oszacowała liczbę poszkodowanych Rosjan na 300 osób, a o „setkach zabitych” pisał rosyjski dziennik „Kommiersant”. Rosyjskie MSZ przyznało, że mogło zginąć „kilka” osób z rosyjskim obywatelstwem, które w Syrii przebywały na własny rachunek.
Decyzją z dnia 13 grudnia 2021 r. Rada Unii Europejskiej nałożyła sankcje na Grupę Wagnera, z powodu odpowiedzialności za poważne naruszenia praw człowieka w Ukrainie, Syrii, Libii, Republice Środkowoafrykańskiej, Sudanie i Mozambiku, obejmującej tortury i egzekucje pozasądowe, doraźne lub arbitralne oraz zabójstwa.

### Działania w Republice Środkowoafrykańskiej
Siły Wagnera pojawiły się również w Republice Środkowoafrykańskiej, w której toczy się wojna domowa. Najemnicy rosyjscy stanowili ochronę dla prezydenta państwa Faustina-Archange’a Touadéra, chronili także kopalnie złota i diamentów. Rosjanie nie tylko wysłali do Afryki swoich ludzi, ale również broń lekką oraz amunicję. Oficjalnie Rosjanie twierdzili, że zależy im na przywróceniu pokoju w tym państwie poprzez wsparcie sił rządowych oraz wyszkolenie środkowoafrykańskiej armii, jednakże ich głównym motywem był dostęp do surowców naturalnych, w które bogata jest RŚA. Obecności Rosjan nastawionych na osiągnięcie korzyści finansowych sprzyjała słabość prezydenta Touadéra, a także jego strach przed utratą władzy. Działalność wagnerowców nie tylko nie sprzyjała zakończeniu wojny domowej, ale również była nielegalna w świetle Konwencji o eliminacji najemnictwa w Afryce.

### Działania w Mali
W grudniu 2021 roku po zamachu stanu w Mali nowy rząd wojskowy poprosił Rosję o pomoc militarną, w efekcie została tam wysłana Grupa Wagnera. Według doniesień „Washington Post”, rząd Mali miał za jej obecność płacić 10 mln dolarów miesięcznie. Liczbę żołnierzy tam oceniano na około tysiąc. Malijska junta wojskowa potwierdziła obecność rosyjskich „instruktorów wojskowych”, na skutek czego prezydent Putin wygłosił dementi, że instruktorzy nie są związani z rosyjską armią, ewentualnie pracują dla prywatnych firm, w które „Kreml nie ingeruje”. Rosyjscy najemnicy walczyli w Mali z islamistycznymi bojówkami i grupami terrorystycznymi, jednakże według doniesień „Washington Post”, dopuszczali się także zbrodni na ludności cywilnej. Między innymi w Moura miało zostać zamordowanych przy udziale najemników 300 osób.

### Inwazja na Ukrainę
Grupa Wagnera była szeroko wykorzystywana w walkach frontowych w toku inwazji Rosji na Ukrainę, głównie w Donbasie. Oprócz oddziałów lądowych, wykorzystywane było tam też lotnictwo grupy Wagnera, m.in. 22 maja 2022 roku podczas misji bojowej w rosyjskim samolocie Su-25 zginął wchodzący w jej skład gen. bryg. rezerwy Kanamat Botaszew. Organizacja ta, jako jedna z najbardziej aktywnych podczas wojny, brała udział w bitwie o Popasną, była główną siłą, która zdobywała Sołedar, jak i uczestniczyła w bitwie o Bachmut. Szczególnie podczas bitwy o Bachmut zaczął narastać konflikt między rosyjskim MON i jego szefem Siergiejem Szojgu, a szefem PKW Wagner Jewgienijem Prigożynem.

Mapa buntu Grupy Wagnera

### Bunt Grupy Wagnera
23 czerwca 2023 roku lider Grupy Wagnera Jewgienij Prigożyn oskarżył rosyjskie siły zbrojne o atak na żołnierzy Grupy Wagnera i ogłosił rozpoczęcie „marszu sprawiedliwości”. 24 czerwca żołnierze Grupy Wagnera zajęli Rostów nad Donem. Prigożyn ogłosił, że oczekuje na przybycie Siergieja Szojgu i Walerija Gierasimowa, zaś w przeciwnym razie zagroził zaatakowaniem Moskwy. Wieczorem 24 czerwca Prigożyn poinformował o zakończeniu marszu w kierunku Moskwy (według jego słów żołnierze Grupy Wagnera dotarli na odległość 200 kilometrów od miasta) i rozpoczęciu odwrotu. Krótko wcześniej kancelaria prezydenta Białorusi Alaksandra Łukaszenki wydała oświadczenie, w którym poinformowała o rozmowach między Łukaszenką a Prigożynem, które miały zakończyć się porozumieniem o zatrzymaniu kolumny wojskowej podążającej w stronę Moskwy.

## W kulturze popularnej
Rosyjski film wojenny „Najlepsi w piekle” (ros. Лучшие в аду) opowiada o zmaganiach najemników z Grupy Wagnera na Ukrainie. Został nakręcony w 2022 roku.